# San Diego Open 1994
Il San Diego Open 1994 è stato un torneo di tennis giocato sul cemento. 
È stata la 16ª edizione del torneo di San Diego, che fa parte della categoria Tier II nell'ambito del WTA Tour 1994
Si è giocato a San Diego negli USA dall'1 al 7 agosto 1994.

## Campionesse

### Singolare
Steffi Graf ha battuto in finale  Arantxa Sánchez Vicario con il punteggio di 6–2, 6–1

### Doppio
Jana Novotná /  Arantxa Sánchez Vicario hanno battuto in finale  Ginger Helgeson /  Rachel McQuillan con il punteggio di 6–3, 6–3